# Castillo de Jimena de la Frontera
El castillo de Jimena situado en el término municipal de Jimena de la frontera (provincia de Cádiz, España) es una construcción árabe del siglo VIII en la que posteriormente se realizan obras en el siglo XV.

## Historia
Declarado bien de interés cultural con la categoría de Monumento en 1931, es el edificio emblemático por excelencia de la ciudad. La fortaleza, probablemente levantada sobre las ruinas de la ciudad antigua de Oba y que por su fácil defensa y localización estratégica, en especial en época de la dominación musulmana y sobre todo, por su posición fronteriza, cobrará su máximo esplendor.
El castillo fue tomado por los jerezanos en 1430, reconquistado por los granadinos en 1451 y definitivamente integrado a la Corona en 1456.
En su interior existe un cementerio con dos fosas comunes de la Guerra Civil.

## Estructura
Consta de una muralla irregular alargada para adaptarse al terreno de la cima. Con atalayas dispuestas por trechos, destaca el conjunto de la Torre del Reloj (o Albarrán), con un arco acodado de ingreso y aljibes de diferentes épocas.
También sobresale el Alcázar, muy reformado tras la toma cristiana, con su airosa y circular Torre del Homenaje, de 13 m (la más alta del conjunto), que en su interior, oculta otra anterior, de planta poligonal.

## Galería

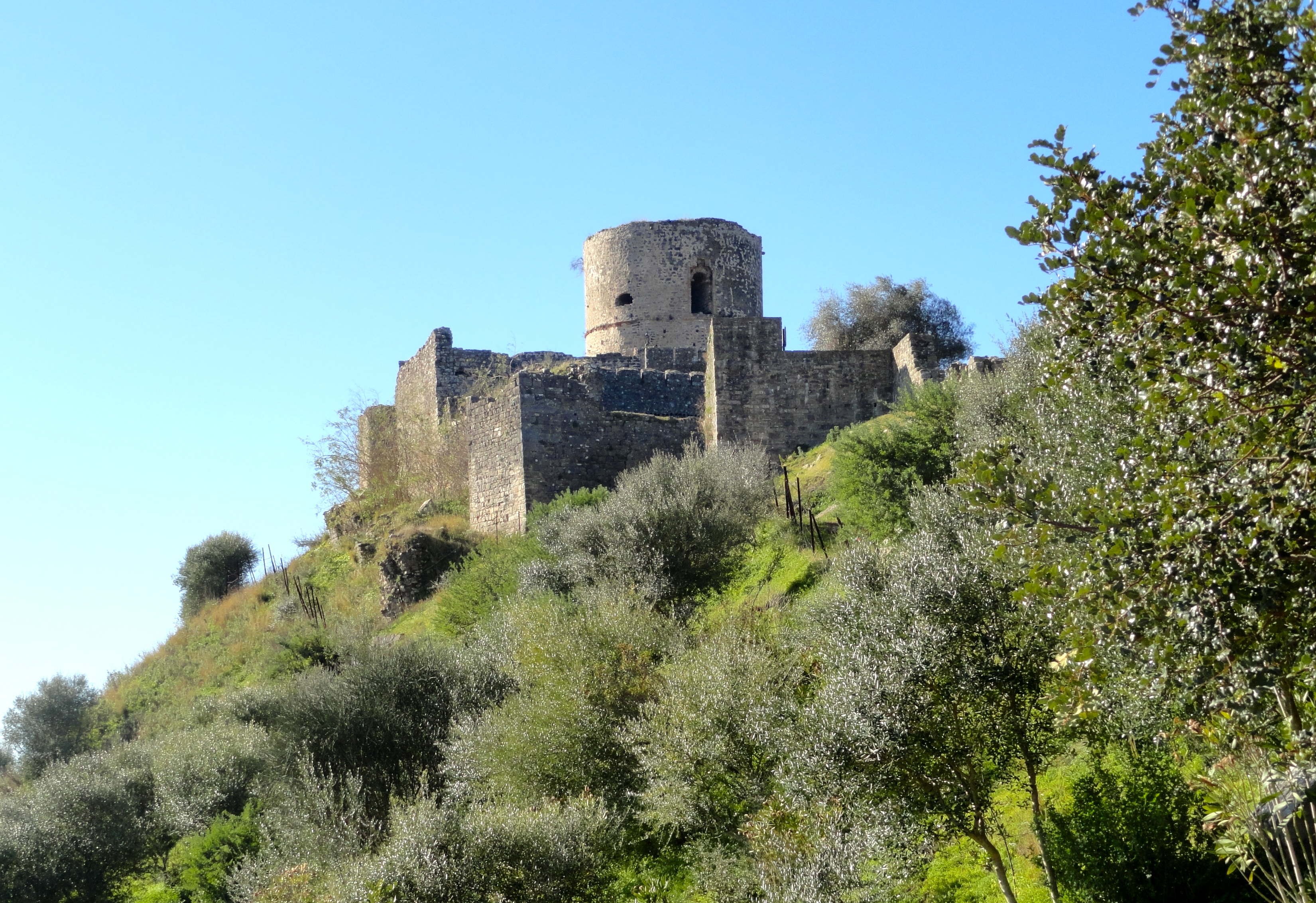
Castillo de Jimena.
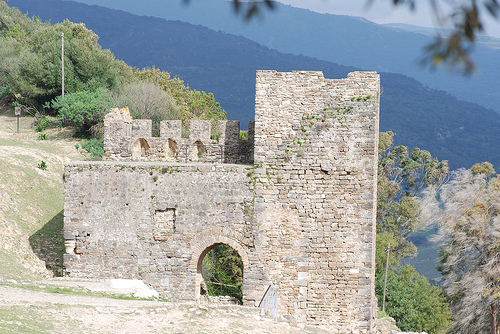
Puerta del castillo desde su interior.
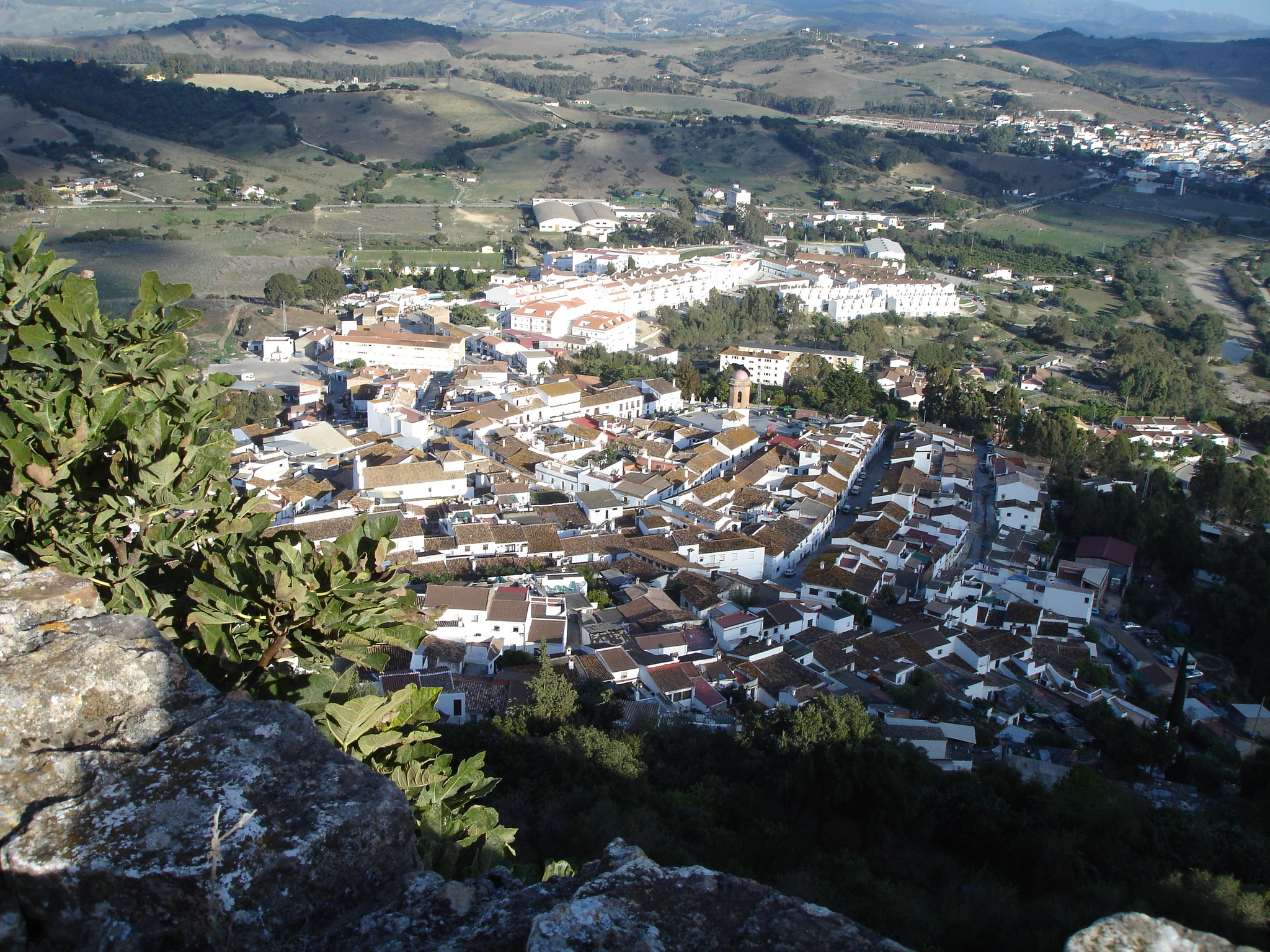
Jimena desde el castillo.
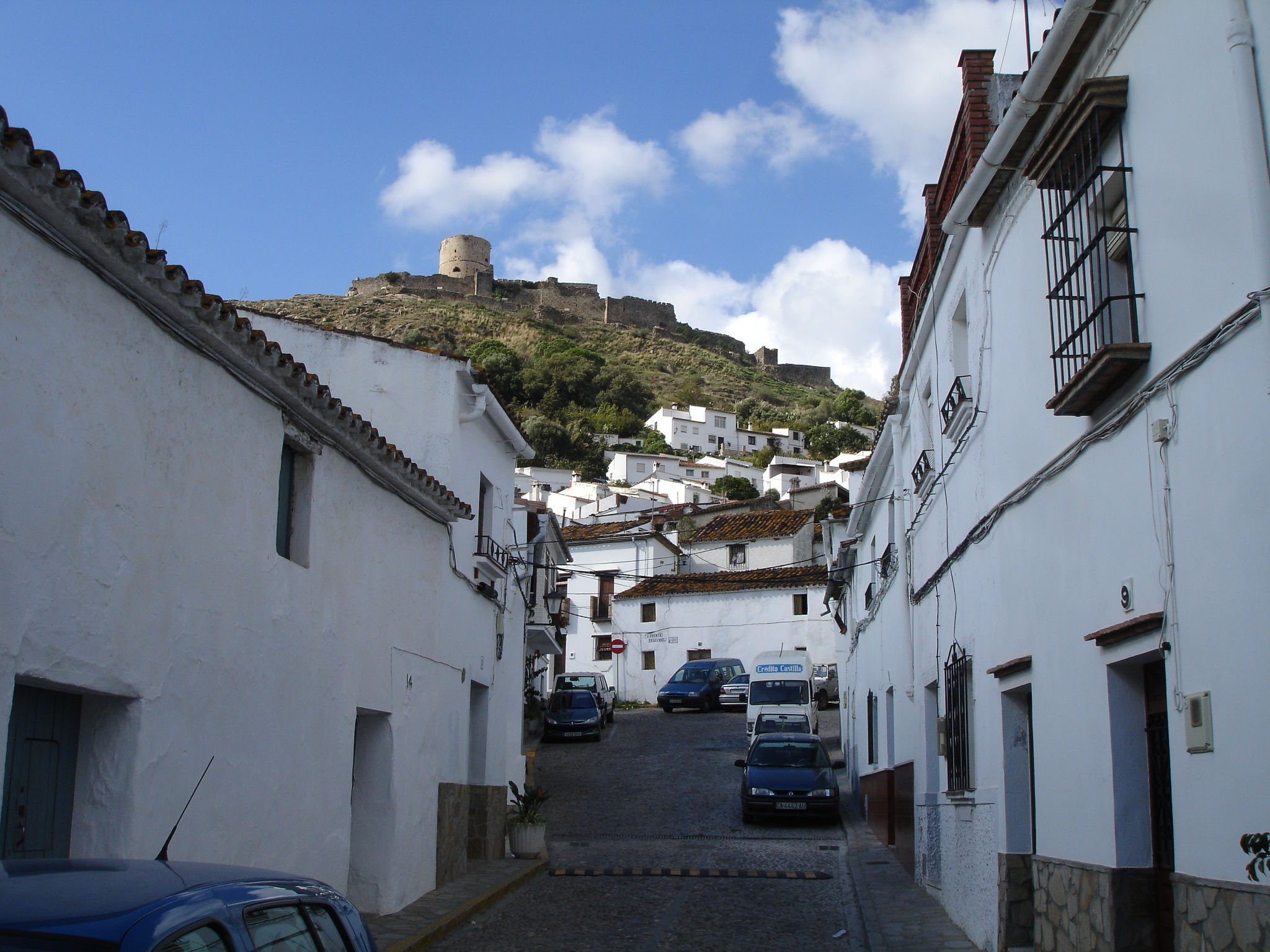
Castillo desde una calle de Jimena.

## Conservación

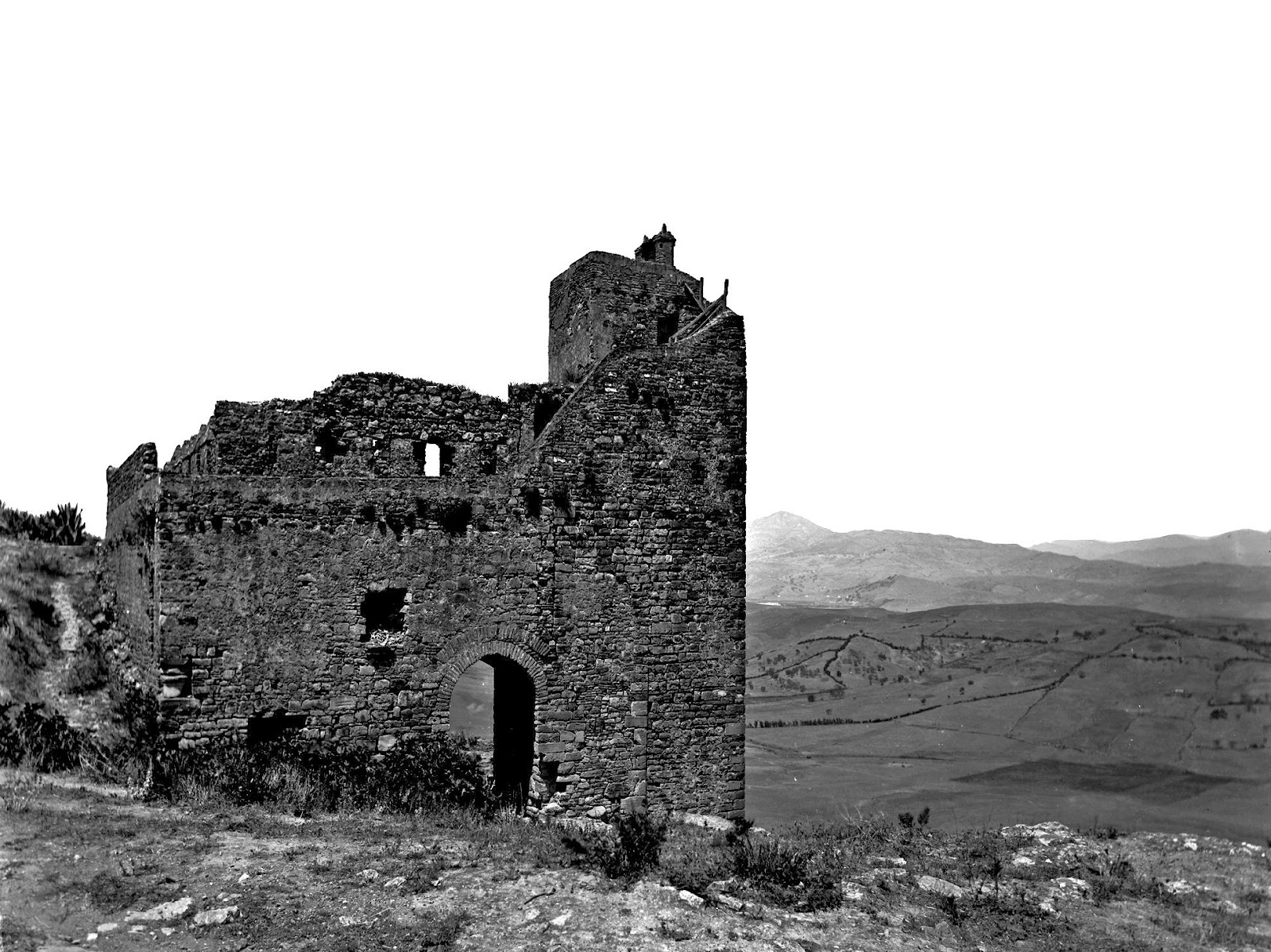
Castillo a finales del siglo XIX

En 2012 comenzaron las obras de consolidación e investigación arqueológica en el castillo. <>< 